# Derek Hough
Derek Bruce Hough (ur. 17 maja 1985 w Salt Lake City) – amerykański tancerz, choreograf, muzyk, aktor i osobowość medialna. Największą popularność przyniosły mu występy w charakterze trenera tańca, a następnie jurora w programie rozrywkowym ABC Dancing with the Stars.

## Życiorys

### Rodzina i edukacja
Urodził się w Salt Lake City w stanie Utah jako syn Marianne i Bruce’a Roberta Hougha, który był dwukrotnie przewodniczącym Partii Republikańskiej Utah. Ma cztery siostry: Sharee, Marabeth, Katherine i Julianne (ur. 1988). Wszyscy jego dziadkowie byli tancerzami, a jego rodzice poznali się w zespole tańca towarzyskiego w college’u w Idaho. Jest drugim kuzynem muzyków Rikera, Rydela, Rocky’ego i Rossa Lyncha z R5; ich babcie ze strony matki są siostrami.
Kiedy miał 12 lat, jego rodzice, którzy się rozwiedli, wysłali go do Londynu, aby mieszkał i studiował z trenerami tańca w Italia Conti Academy of Theatre Arts. Pozostał w Londynie przez 10 lat, w tym okresie przeszedł szkolenie w zakresie śpiewu, teatru, gimnastyki i wielu form tańca, w tym jazzu, baletu i stepowania. Opanował również grę na pianinie, gitarze, perkusji i gitarze basowej. Wraz z Julianne Hough i Markiem Ballasem tworzył trio muzyczne 2B1G, które występowało na konkursach tanecznych w Wielkiej Brytanii i Stanach Zjednoczonych oraz w brytyjskich programach telewizyjnych. 

### Kariera zawodowa
Jego partnerkami tanecznymi były: Leanne Noble, Heidi Clark, Rosa Filippello i Aneta Piotrowska. 
W 2004 wystąpił w tytułowej roli Jezusa Chrystusa w produkcji amatorskiej Jesus Christ Superstar w Millfield Theatre w Edmonton. W 2006 zagrał Rena McCormacka w musicalu Footloose na West Endzie. W 2007 był jurorem w brytyjskim programie tanecznym DanceX w BBC One.
W latach 2007–2016 występował jako trener tańca w programie rozrywkowym ABC Dancing with the Stars, w którym zwyciężył rekordową liczbę sześciu razy; w programie uczył tańca m.in. modelki: Brooke Burke i Joannę Krupę; aktorki: Jennie Garth, Shannon Elizabeth, Jennifer Grey, Ricki Lake, Marię Menunos i Amber Riley; piosenkarki: Nicole Scherzinger i Kellie Pickler, raperkę Lil’ Kim; gimnastyczki artystyczne: Shawn Johnson i Anastasię Liukin; snowboardzistkę Amy Purdy, osobowość internetową Bethany Motę i celebrytkę Bindi Irwin. W latach 2017–2020 był sędzią w talent show World of Dance w NBC, a od 2020 jest jurorem w programie Dancing with the Stars w ABC.
W 2008 wystąpił gościnnie w piosence Julianne Hough „Dreaming Under the Same Moon” z jej albumu pt. Julianne Hough. W 2016 wystąpił w teledysku do utworu Lindsey Stirling „The Arena”.

## Wybrana filmografia
Filmy
- 2001: Harry Potter i Kamień Filozoficzny jako uczeń Ravenclaw
- 2012: Rock of Ages

Seriale
- 2011: We dwoje raźniej jako Philip
- 2014–2016: Nashville jako Noah Wes
- 2016: Jane the Virgin jako tancerz salsy